# Atletika na Letních olympijských hrách 1920 – 100 metrů muži
 Běh na 100 metrů mužů na Letních olympijských hrách 1920 se uskutečnil 15. srpna a 16. srpna v Antverpách.

## Výsledky finálového běhu
| *                | jméno           | země                   | čas  |
| ---------------- | --------------- | ---------------------- | ---- |
| Zlatá medaile    | Charlie Paddock | Spojené státy americké | 10,8 |
| Stříbrná medaile | Morris Kirksey  | Spojené státy americké | 10,8 |
| Bronzová medaile | Harry Edward    | Velká Británie         | 11,0 |
| 4                | Jackson Scholz  | Spojené státy americké | 11,0 |
| 5                | Émile Ali-Khan  | Francie                | 11,1 |
| 6                | Loren Murchison | Spojené státy americké | 11,2 |